# Разумков Дмитро Олександрович
Дмитро Олександрович Разумков (9 жовтня 1983, Бердичів, Житомирська область, Українська РСР, СРСР) — український політик та державний діяч, колишній політичний технолог[⇨]. Народний депутат України IX скликання. З 8 листопада 2021 року — голова міжфракційного об‘єднання «Розумна політика».
Народився в Бердичеві. Освіту здобув в Інституті міжнародних відносин КНУ ім. Т. Шевченка (магістр міжнародних економічних відносин) та Державному податковому університеті (бакалавр права). З 2006 по 2007 рік був помічником народної депутатки від Партії регіонів Валерії Матюхи.
На виборах Президента України 2019 був головою виборчого штабу Володимира Зеленського. Голова партії «Слуга народу» (27 травня — 10 листопада 2019).
Голова Верховної Ради IX скликання з 29 серпня 2019 до 7 жовтня 2021. Колишній член Ради національної безпеки і оборони України (РНБО) з 6 вересня 2019 по 14 жовтня 2021 року. Під час обрання Головою Парламенту отримав найбільшу за час існування Верховної Ради України підтримку народних депутатів: за його кандидатуру проголосувало 382 парламентарії.
З жовтня 2021 року — опозиційний депутат та лідер міжфракційного об‘єднання. 

## Життєпис
Народився 8 жовтня 1983 року в Бердичеві Житомирської області в родині комсомольського активіста, а згодом політика, помічника другого Президента України Леоніда Кучми, Олександра Разумкова й акторки театру Наталі Кудрі.

### Освіта
1990—1998 — навчався в Бердичівській школі № 3. У 14-річному віці переїхав до Київа, де з 1998 по 2001 рік навчався в Київському ліцеї № 38.
В 2007 році закінчив Інститут міжнародних відносин Київського національного університету ім. Шевченка за спеціальністю «Міжнародні економічні відносини». В 2011 р. закінчив Національний університет державної податкової служби України за спеціальністю «Право».
По словам самого Разумкова, володіє українською, російською і, трохи гірше, англійською мовами.

### Діяльність
З 2006 по 2007 рр. Дмитро Разумков був помічником народної депутатки від «Партії регіонів» Валерії Матюхи..
2006—2010 — був політтехнологом Партії регіонів, але заявляв, що не відіграв велику роль, не був головним політтехнологом з 2006 р., адже по віку і досвіду не міг ним бути. Вийшов з партії, коли Віктор Янукович переміг на президентських виборах 2010 року. У інтерв'ю ZIK за 2 квітня 2019 р. він пояснив, що ніколи не був політтехнологом Партії регіонів і не був у «молодих Регіонах». У липні 2007 року розпочав роботу у Міністерстві регіонального розвитку та будівництва України у Департаменті із забезпечення діяльності Міністра та Колегії Міністерства регіонального розвитку та будівництва України. Після цього працював у Кабінеті Міністрів України.
2010—2014 — працював з Сергієм Тігіпком, з яким знався ще батько Дмитра ще з часів роботи у Дніпропетровському комсомолі і якого Олександр Разумков запропонував на посаду віцепрем'єра в уряд Павла Лазаренка.
2013—2014 — радник голови Кіровоградської обласної державної адміністрації (Ніколаєнко Андрій Іванович).
2015—2019 — директор та керівний партнер консалтингової компанії Ukrainian Politconsulting Group.

### Виборча кампанія 2019
9 жовтня 2018 був запрошений Іваном Бакановим стати головою команди політтехнологів кандидата в Президенти Володимира Зеленського. З 2019 — головний радник з політичних питань та спікер виборчого штабу Зеленського.
З травня — 10 листопада 2019 — голова партії «Слуга народу». На парламентських виборах 2019 року був обраний народним депутатом від партії «Слуга народу».

### Голова Верховної Ради
29 серпня 2019 року став 14-м Головою Верховної Ради України, отримавши рекордний рівень підтримки — 382 голоси.
З 2015 року почав регулярно з'являтися на медіазаходах і сторінках сайту «РИА Новости-Украина», редактором якого був Кирило Вишинський.
У грудні 2019 увійшов до рейтингу «100 найвпливовіших українців» за версією журналу «Фокус», посівши 7-му сходинку.
Член Національної інвестиційної ради (з 24 грудня 2019).
У кінці серпня 2021 року зустрівся із Вселенським патріархом Варфоломієм.

## Самостійна політична діяльність
- Див. також: Розумна політика (політична партія)

### Відставка з посади Голови ВРУ та створення власної політичної сили
7 жовтня 2021 року відкликаний з посади Голови Верховної Ради України. За відкликання Разумкова проголосували: «Слуга народу» — 215, «Батьківщина» — 20, «За майбутнє» — 19, «Голос» — 6, «Довіра» — 18, позафракційні — 6.
За словами самого Дмитра Разумкова, заступника голови парламенту Олени Кондратюк, інших парламентаріїв та деяких ЗМІ, відставка Разумкова суперечила законодавству про Регламент Верховної Ради України. Також критично до рішення влади відправити голову у відставку з порушенням процедур висловилися різні міжнародні організації та політики. У Twitter Мелінда Харінг, заступник директора Atlantic Council — американський аналітичний центр, написала, що відставка голови призведе до більшої консолідації влади президента Зеленського, адже саме Дмитро Разумков наполягав на тому, щоб парламент працював за регламентом і міг сказати президентові «Ні». Депутат Європарламенту Віола фон Крамон-Таубадель також у твіттері висловилася на підтримку Разумкова із засудженням порушення процедури відставки голови.
Причиною відставки її ініціатор лідер партії Слуга народу Олександр Корнієнко назвав розбіжність інтересів голови та партії. Наступником Разумкова став перший заступник голови Верховної Ради України Руслан Стефанчук.
27 листопада 2021 р. Разумков заявив, що буде балотуватися в Президенти України.
На початку лютого 2022 року було відкрито перший офіс «Команди Разумкова» від депутатської групи «Розумна політика» — у Харкові.
До повномасштабного вторгнення Росії до України 24 лютого 2022 рейтинг Разумкова протягом кількох місяців виріс, на січень 2022 він складав 5,2 % (8 місце серед опитаних щодо виборів Президента України 2024). Натомість, після вторгнення рейтинг Разумкова складав 1,2 %.

### «Розумна політика»
Пізніше, у жовтні 2021, в інтерв'ю проросійському телеканалу НАШ Разумков заявив, що не приєднуватиметься до інших партій у Раді. 8 листопада 2021 року оголосив про створення у Раді міжфракційної депутатської групи «Розумна політика». 8 листопада 2021 Разумков оприлюднив список з 25 депутатів, які увійшли з ним у депутатське об'єднання «Розумна політика». До депутатського об'єднання увійшло 19 депутатів від «СН», 2 від «Батьківщини», 2 — міжфракційні і два мажоритарники.

### Команда Разумкова
24 січня 2022 року представив громадську організацію «Команда Разумкова».

## Родина
Одружений. Виховує двох синів — Олександра та Олексія. Дружина — Юлія Чайка, донька колишнього міського голови Миколаєва Володимира Чайки, відомого як «мер-рекордсмен», що пробув на цій посаді чотири терміни. Рідний брат Юлії — Владислав Чайка — зареєстрований кандидатом на пост мера Миколаєва від партії «Опозиційна платформа — За життя» на місцевих виборах в Україні 2020 року.
Батько — Олександр Разумков, колишній перший помічник Президента України Леоніда Кучми. З 1997 по 1999 рік був заступником Секретаря Ради національної безпеки та оборони України. Коли народився Дмитро, батько працював у Дніпропетровському обласному комітеті ЛКСМУ та в ідеологічному відділі Центрального комітету ЛКСМУ.
Мати — Наталія Кудря, акторка Національного академічного театру російської драми ім. Лесі Українки. Народна артистка України.
Дмитро має рідного брата по батьку — Гліба, з яким жодного разу не бачився. Гліб народився у 1998 році у цивільному шлюбі Олександра Разумкова з головним редактором «Дзеркала тижня» Юлією Мостовою. Гліба всиновив Анатолій Гриценко, який побрався з Мостовою у 2003 році.

## Громадянська позиція
Разумков у публічному спілкуванні послуговувався російською мовою: 
|  | Поки я не займаю державних посад, поки у нас триває російська агресія і поки є бажання російської держави захищати російськомовне населення, то під час ефірів я використовую виключно російську мову. Тому що я вважаю, що не треба приїздити на танках, приходити з кулеметами, автоматами та „зеленими чоловіками“ та захищати мене як російськомовне населення. |

Вважає, що питання мови «не на часі, поки в країні триває війна».
На початку лютого 2021 року Разумков не підтримав ні введення санкцій проти проросійського депутата з партії ОПЗЖ Тараса Козака, ні закриття його телеканалів NewsOne, ZIK та 112. Тодішній спікер Верховної Ради заявив, що таке рішення порушує Конституцію України, де санкції можуть бути застосовані тільки у випадку наявності іноземного громадянства власників інформаційних медіа, коли Медведчук і Козак — громадяни України, а, також, Разумков наголосив, що закон має бути одним для всіх ЗМІ.

### Інтерв'ю
- В'ячеслав Шрамович, Святослав Хоменко, Разумков: «Банкова — якесь прокляте місце». Ексклюзивне інтерв'ю після відставки // BBC News Україна, 7 жовтня 2021